# قدامة بن مظعون
أبو عمرو قدامة بن مظعون الجمحي (32 ق.هـ - 36 هـ) صحابي بدري من السابقين الأولين إلى الإسلام، تولي إمارة البحرين في عهد الخليفة الثاني عمر بن الخطاب.

## سيرته
كان أبو عمرو قدامة بن مظعون بن حبيب بن وهب بن حذافة بن جمح القرشي من السابقين الأولين للإسلام، وهو شقيق الصحابيين عثمان وعبد الله ابني مظعون، والصحابية زينب بنت مظعون زوجة عمر بن الخطاب، وخال عبد الله بن عمر وحفصة بنت عمر، وأمه غزية بنت الحويرث بن العنبس بن وهبان بن وهب بن حذافة بن جمح.
هاجر قدامة إلى الحبشة مع أخويه عثمان وعبد الله، ثم عاد فهاجر إلى يثرب بعد هجرة النبي محمد إليها، وشهد معه غزوات بدر وأحد وباقي غزوات النبي محمد. ولي قدامة بن مظعون إمارة البحرين في خلافة عمر بن الخطاب لفترة، ثم اتهمه الجارود بن المعلى العبدي بشرب الخمر، فاستدعاه عمر، فلم ينكر، وقال بأنه تأوّل الآية: ﴿لَيْسَ عَلَى الَّذِينَ آمَنُوا وَعَمِلُوا الصَّالِحَاتِ جُنَاحٌ فِيمَا طَعِمُوا إِذَا مَا اتَّقَوْا وَآمَنُوا وَعَمِلُوا الصَّالِحَاتِ ثُمَّ اتَّقَوْا وَآمَنُوا ثُمَّ اتَّقَوْا وَأَحْسَنُوا وَاللَّهُ يُحِبُّ الْمُحْسِنِينَ ۝٩٣﴾ [المائدة:93]، فخطّأه عمر في تأويله، وأشهد عليه أبو هريرة وزوجة قدامة هند بنت الوليد بن عتبة، فشهدا بشربه للخمر، فعزله عمر، وأقام عليه الحد. وزعم أيوب السختياني أنه لم يحد أحدًا ممن شهدوا غزوة بدر في الخمر سواه، إلا أن الذهبي خطّأ هذا القول، وقال بأن النعيمان بن عمرو الأنصاري أيضًا أقيم عليه حد الخمر.
توفي سنة 36 هـ، وعمره 68 سنة، وكان طويلاً أسمرًا،
وكان له من الولد عمر وفاطمة وأمهما هند بنت الوليد بن عتبة بن ربيعة، وعائشة وأمها فاطمة بنت أبي سفيان بن الحارث الخزاعية، وحفصة وأمها أم ولد، ورملة وأمها صفية بنت الخطاب بن نفيل العدوية.